# Гамзатханов, Магомедхан Аманулаевич
Магомедха́н Аманула́евич Гамзатха́нов (род. 15 апреля 1961, Анчих, Ахвахский район, Дагестанская АССР, СССР) — российский боец смешанных единоборств и рестлер, известный под прозвищем Волк-хан.
Во время работы в Rings Волк-хан считался главной иностранной звездой промоушена и повлиял на популярность самбо в Японии.

## Биография
Магомедхан родился 15 апреля 1961 года в каратинском селе Анчих Ахвахского района Дагестанской ССР. Он был третьим ребёнком в семье. По национальности каратинец.
В 7 лет его отправили учиться в Бутушскую среднюю школу-интернат. После восьмого класса поступил учиться в ПТУ-9 г. Махачкала.
На третьем году учёбы преподаватель физподготовки училища предложил Хану принять участие в чемпионате Дагестана по вольной борьбе среди учащихся ПТУ в весовой категории до 87 кг. Преподаватель убедил его, что в этой весовой категории кроме него не будет никого, и это нужно для зачёта в училище. Однако помимо Хана в этой весовой категории оказался заявлен ещё один борец, который и выиграл у Хана. Это и послужило толчком к началу спортивной карьеры Гамзатханова.
Вольная борьба, к слову, очень популярный вид спорта в Дагестане, привлекла молодого человека. Он стал регулярно посещать тренировки в разных спортивных залах. Один из его товарищей — Шарипов Ахмед — тренировался у известного тренера Али Алиева, к которому он и привёл Хана. Увидев в строю новичка, высокого, худого (рост 190 см при весе 72 кг), Али Алиев поначалу засомневался, что тот сможет посвятить себя борьбе, однако затем всё же разрешил ему заниматься в своей группе.
Является отцом Джамала Гамзатханова, российского и азербайджанского дзюдоиста и самбиста.

## Спортивная карьера
В 1979 году на чемпионате России в городе Нальчик среди учащихся профтехучилищ по вольной борьбе Хан стал чемпионом, проведя 8 схваток.
В 1979 году в г. Октемберян и 1980 году в Махачкале он стал чемпионом СССР среди учащихся сельхозтехникумов.
После окончания училища в 1981 году он был призван в армию, попав в десантные войска в часть, дислоцированную в Литовском городе Пренай. Позже был переведён в Тулу в спортроту, где начал заниматься самбо. Во время службы тренер Лысенко Виктор Иванович заметил перспективного спортсмена и сделал ему предложение остаться в Туле и тренироваться серьёзно. После возвращения из армии, Хан вернулся назад в Тулу и приступил к тренировкам.
С 1991 года в Японии участвовал в поединках под эгидой Rings. До конца 1990-х поединки носили постановочный характер.
В 2000 году 40-летний Хан участвовал в турнире Rings — King of Kings. В первых боях он победил Ли Хасделла из Великобритании и Бобби Хоффмана из США. Ему предстоял бой с Антонио Родриго Ногейрой. Незадолго до боя Хан простудился. Врачи запретили ему драться, но он не отказался от выступления. Во время боя Ногейра владел преимуществом, и, по мнению судей, после 10 минут боя победу одержал Ногейра.
В апреле 2001 года в Екатеринбурге Волк Хан стал абсолютным чемпионом «РИНГС-Россия», победив Андрея Копылова. В этом же году в Вильнюсе Хан стал чемпионом Евразии по версии «РИНГС», победив Зазу Ткешелашвили из Грузии и завершил свою спортивную карьеру.